# Alejandro Jodorowsky
Alejandro Jodorowski, född 17 februari 1929 i Iquique, är en chilensk filmregissör, skådespelare, författare och serieskapare.
Han är tätt förknippad med det franska serieförlaget Les Humanoïdes Associés och har skrivit ett antal serier ihop med Jean "Mœbius" Giraud och Zoran Janjetov.

## Filmografi
- 1957 – Les têtes interverties
- 1967 – Fando y Lis
- 1970 – El topo
- 1973 – Holy Mountain (La montaña sagrada)
- 1980 – Tusk
- 1989 – Santa sangre (Heligt blod)
- 1990 – The Rainbow Thief
- 2013 – La danza de la realidad

## Serier i urval
- Alef-Thau
- Bouncer
- Inkalen
- Metabaronerna